# Pangkal
Pangkal is een bestuurslaag in het regentschap Ponorogo van de provincie Oost-Java, Indonesië. Pangkal telt 5889 inwoners (volkstelling 2010).